# FK Jablonec
O FK Jablonec 97 é uma clube de futebol da cidade de Jablonec nad Nisou, na região da Boêmia, na República Tcheca. Foi fundado em 1945. Suas cores são verde e branco.
Disputa suas partidas no Stadion Střelnice, em Jablonec nad Nisou, que tem capacidade para 6280 espectadores.
A equipe compete atualmente na primeira divisão do Campeonato Tcheco, no qual teve uma ascensão mais recente, sem conseguir muito sucesso na época do Campeonato Tchecoslovaco. Sua melhor colocação foi o terceiro lugar nas temporadas 1995/96 e 1996/97.
O único título de sua história foi a Copa da República Tcheca, em 1998. Na ocasião, venceu na final o FC Petra Drnovice por 2 a 1 na prorrogação. Também foi vice-campeão em 2003 (perdendo para o Teplice por 1 a 0), e em 2007 (perdendo para o Sparta Praga por 2 a 1. 
Nas competições européias, nunca obteve muito destaque. Foi eliminado nos pênaltis da última edição da Taça dos Clubes Vencedores de TaçasRecopa Européia, em 1998/99, pelo Apollon Limassol, do Chipre, após vitórias de ambas as equipes por 2 a 1 em casa. 
Na Copa da UEFA, seu único feito foram as goleadas aplicadas na primeira fase de classificação contra o modesto FK Karabakh, do Azerbaijão. O Jablonec venceu por 5 a 0 em casa e por 3 a 0 fora. Porém, este resultado não adiantou muito, já que na fase seguinte o clube foi eliminado pelo também modesto Örebro SK, da Suécia, nos pênaltis. Na temporada 2007/08, o clube voltou para a Copa da UEFA, mas foi eliminado pelo Áustria Viena num confronto equilibradíssimo que somou 5 a 4 nos dois jogos (4 a 3 na Áustria e 1 a 1 na República Tcheca).

## Nomes
- 1945 — ČSK Jablonec nad Nisou (Český sportovní klub Jablonec nad Nisou)
- 1948 — SK Jablonec nad Nisou (Sportovní klub Jablonec nad Nisou)
- 1955 — Sokol Preciosa Jablonec nad Nisou
- 1960 — TJ Jiskra Jablonec nad Nisou (Tělovýchovná jednota Jiskra Jablonec nad Nisou)
- 1963 — TJ LIAZ Jablonec nad Nisou (Tělovýchovná jednota Liberecké automobilové závody Jablonec nad Nisou)
- 1993 — TJ Sklobižu Jablonec nad Nisou (Tělovýchovná jednota Sklobižu Jablonec nad Nisou)
- 1994 — FK Jablonec nad Nisou (Fotbalový klub Jablonec nad Nisou, a.s.)
- 1998 — FK Jablonec 97 (Fotbalový klub Jablonec 97, a.s.)

## Títulos
- Copa da Tchéquia: 2 (1998) e (2013)